# Središnji državni ured za e-Hrvatsku
Središnji državni ured za e-Hrvatsku, bio je središnji državni ured čiji je zadatak bilo promicanje i sustavno unaprjeđivanje izgradnje informacijsko-komunikacijske infrastrukture u Republici Hrvatskoj, javnog pristupanja internetskim uslugama i sadržajima, razvitka primjene informacijske i komunikacijske tehnologije i sustava elektroničke uprave. Osnovan je prema Zakonu o izmjenama i dopunama Zakona o Vladi Republike Hrvatske iz 2003. godine a prestao je s radom 2011. godine prema odredbi Zakona o ustrojstvu i djelokrugu ministarstava i drugih središnjih tijela državne uprave kojim je njegove poslove preuzelo Ministarstvo uprave.
Između ostalih projekata Središnji ured za e-Hrvatsku izradio je, prema odredbama Uredbe o uredskom poslovanju, Standardni projekt elektroničkog uredskog poslovanja kako bi se standardizirala implementacija elektroničkog uredskog poslovanja u javnopravnim tijelima Republike Hrvatske. SPEUP je izrađen u skladu sa zahtjevima koje je preporučila Europska komisija u specifikaciji MoReq2.

## Unutarnje poveznice
- Središnji državni ured za razvoj digitalnog društva

## Vanjske poveznice
- E-Hrvatska  Arhivirana inačica izvorne stranice od 21. listopada 2014. (Wayback Machine)